# Avenida de la Estación (Albacete)
La avenida de la Estación es una de las vías más cosmopolitas de la ciudad española de Albacete. Su situación, a caballo entre el centro y la estación y su centro comercial, hacen de ella una de las calles más transitadas de la ciudad. La Estación de Albacete-Los Llanos está situada al final de la calle, motivo por el que toma su nombre. Es una calle muy ancha, con dos carriles por sentido, ajardinada, con amplios espacios para el viandante y flanqueada por torres separadas entre sí de gran altura, que acentúan el panorama urbano de la ciudad. Separa los barrios San Antonio Abad, al oeste, y Polígono San Antón, al este.

## Historia
La avenida de la Estación toma su nombre de haber estado situada en torno a las cuatro estaciones de ferrocarril que ha tenido la ciudad a lo largo de su historia. Las dos primeras se ubicaban tras la primera torre de la calle, la Torre de la Consejería de Educación, a la derecha, edificio que alberga la Consejería de Educación, Cultura y Deportes de la Junta de Comunidades de Castilla-La Mancha,[cita requerida] y las dos últimas, incluida la actual, al final de la vía.[cita requerida] Además, al principio de la avenida se ubicó en el pasado la fábrica de vagones Foudres Guillot.[cita requerida]

## Lugares de interés

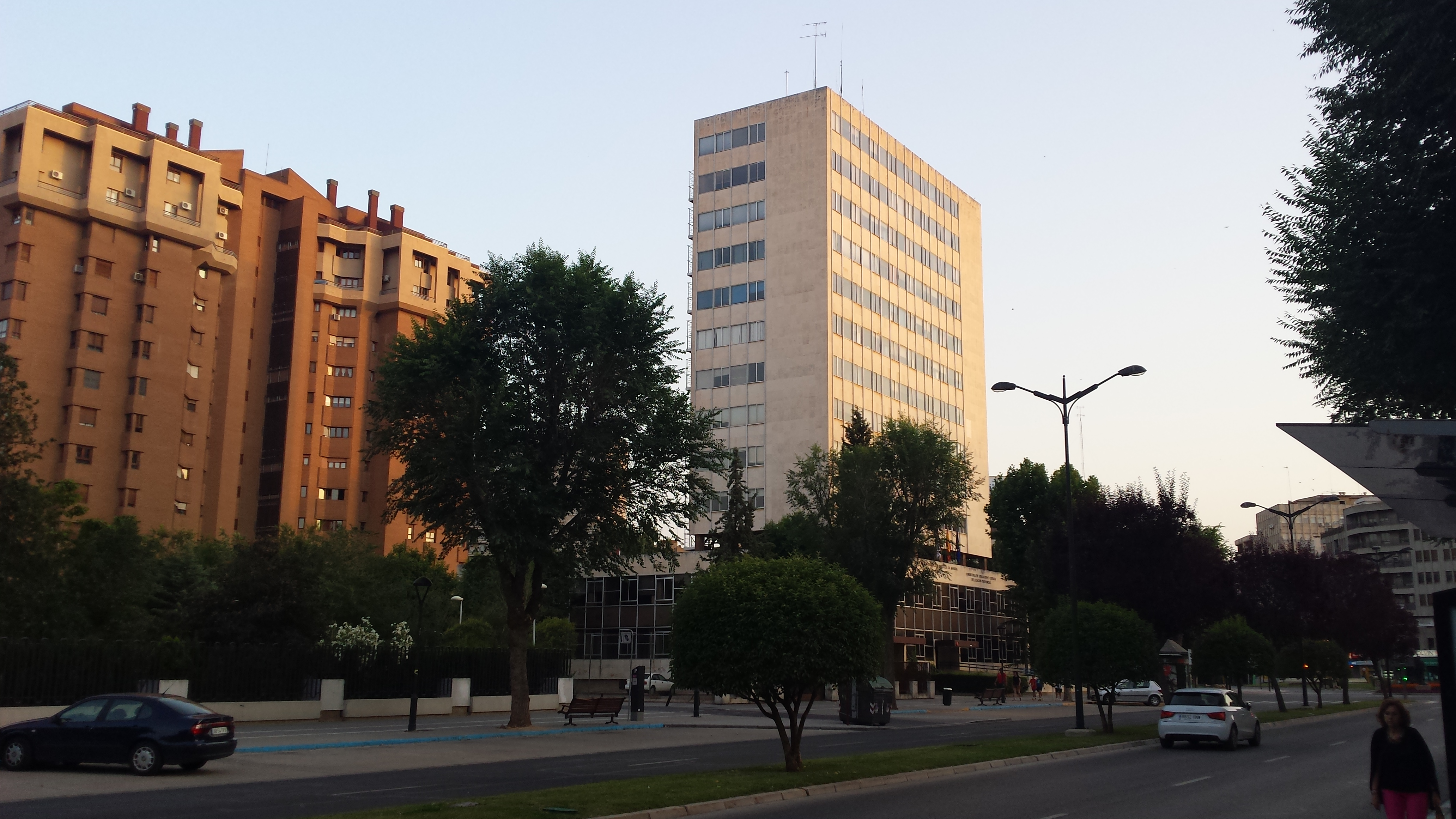
Torre de la Consejería de Educación, emblemático rascacielos que alberga la Consejería de Educación, Cultura y Deportes en Albacete

La avenida de la Estación comienza en la rotonda de la emblemática fuente de las Ranas, que contiene una farola forjada en hierro dulce de 1400 kg, 6,75 metros de altura y un diámetro de 3,40 metros y de forma octogonal, realizada por el orfebre José Enrique Melero, recuperando de esta manera, el estado original con el que se construyó en 1916. A continuación, se encuentra El Sembrador, escultura creada por Antonio Navarro y forjada en hierro.[cita requerida] A ambos lados de este primer tramo de la calle se sitúa el Parque Lineal de Albacete. 
La primera torre de la calle, la Torre de la Consejería de Educación, a la derecha, es el emblemático edificio que alberga la Consejería de Educación, Cultura y Deportes de la Junta de Comunidades de Castilla-La Mancha en Albacete. A mitad de calle, a la izquierda, se sitúa el Centro de Salud Zona 6 de Albacete, situado en el barrio San Antonio Abad, y, a continuación, en el mismo lado, la sede de Cadena Ser en Albacete. Justo antes de llegar a la estación se encuentra, a la izquierda, el Colegio Público José Serna.
En el final de la calle se sitúa la Estación de Albacete-Los Llanos, inaugurada el 18 de diciembre de 2010.

## Galería de imágenes

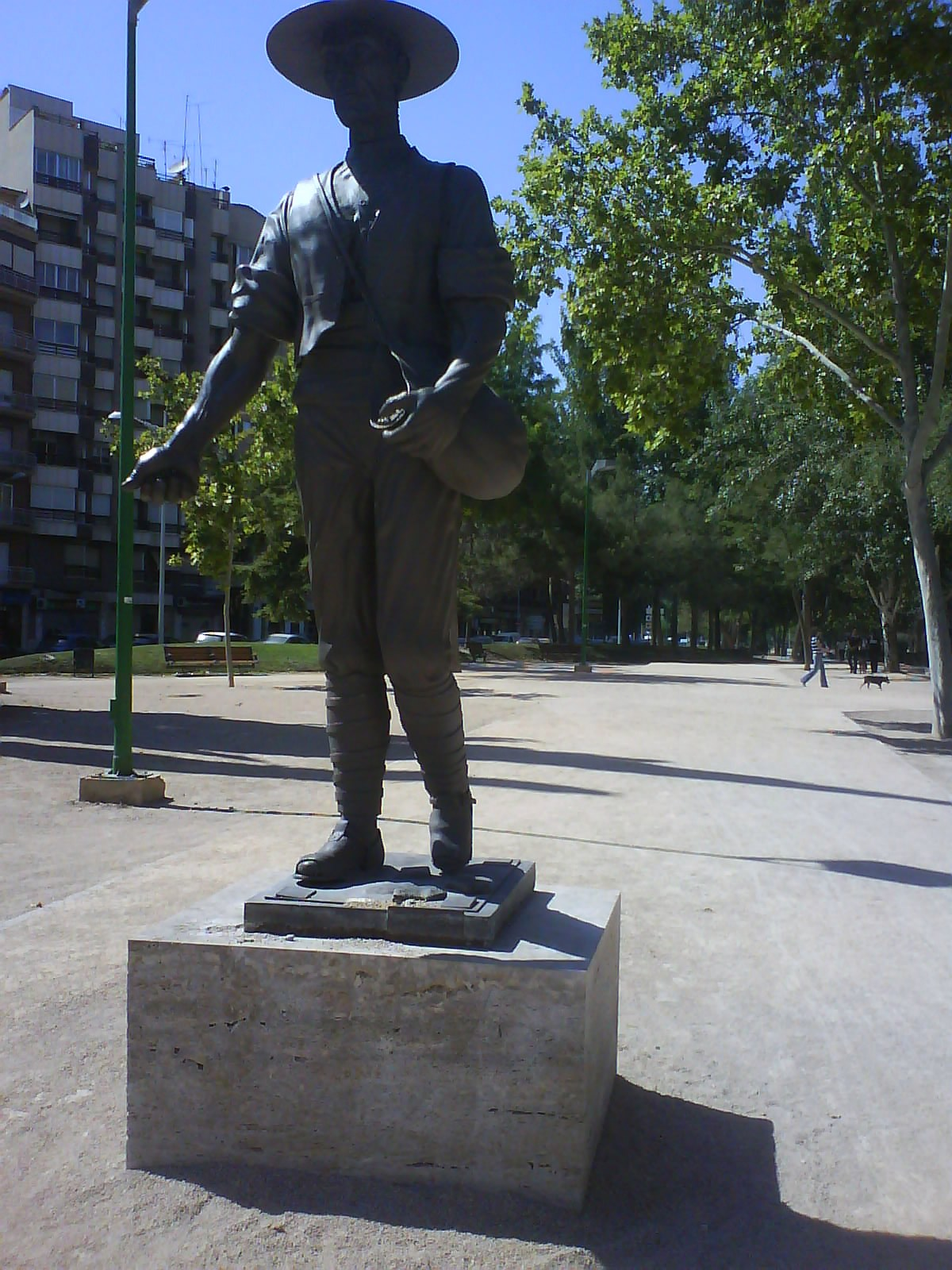
El Sembrador
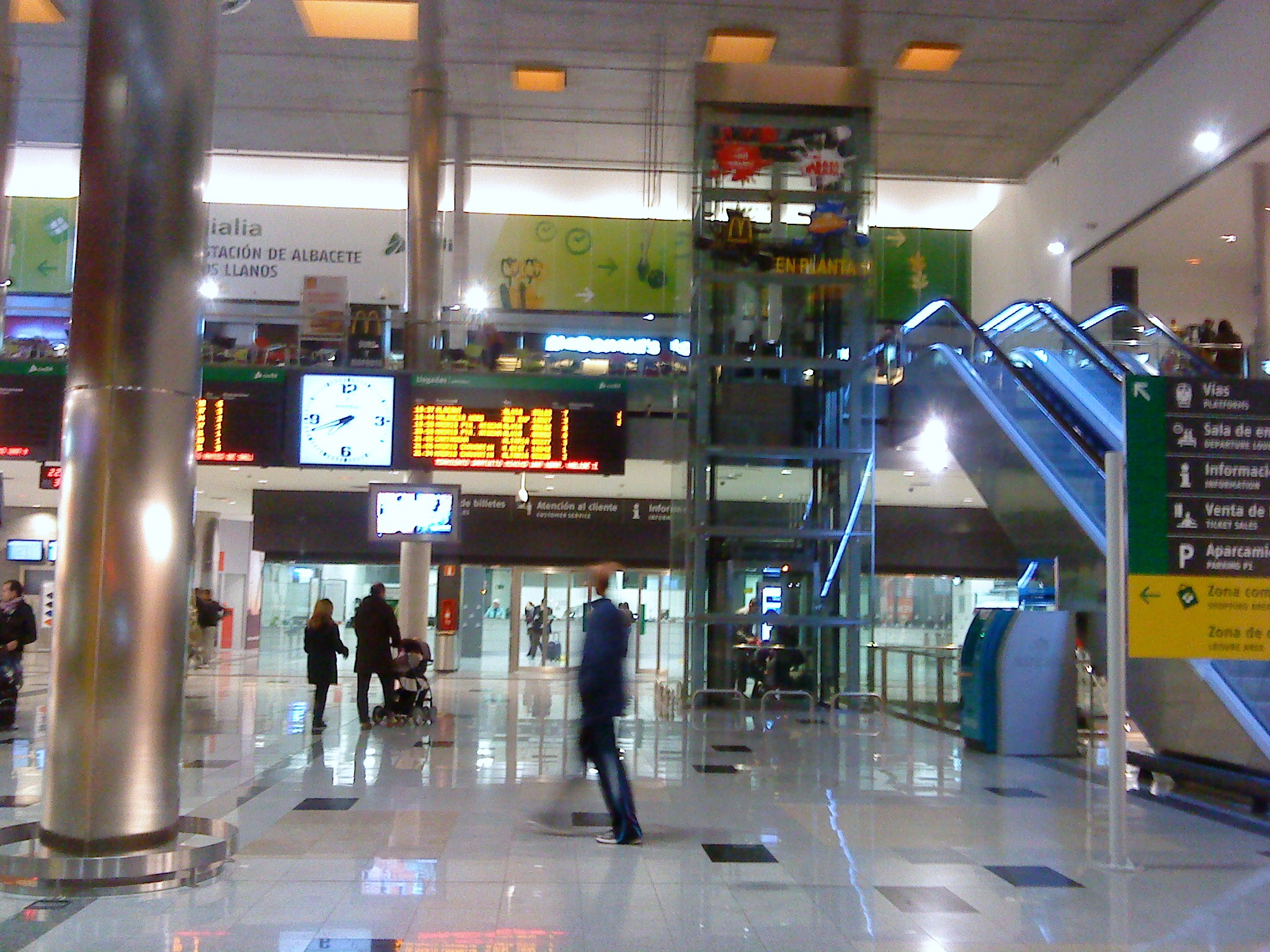
Interior de la Vialia Estación de Albacete-Los Llanos
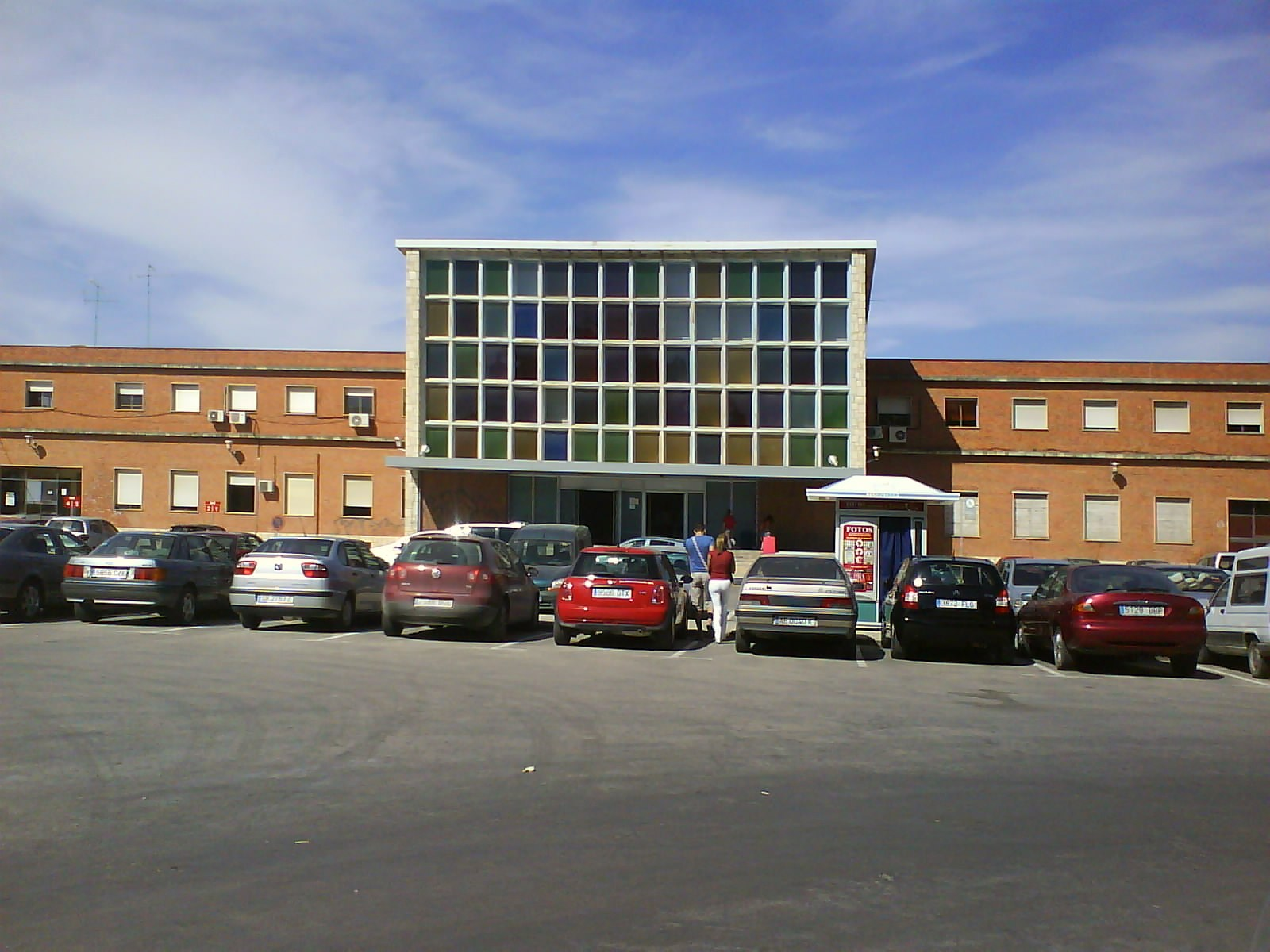
Imagen de la anterior (tercera) estación de ferrocarril de Albacete